# Windischhof
Windischhof ist ein Ort in der Gemeinde Rechberg.

## Geographie
Die aus zerstreuten Häusern bestehende Ortschaft mit 120 Einwohnern zum Stichtag 1. Jänner 2022 befindet sich im Süden des Rechberger Gemeindegebietes. Die Ortschaft grenzt im Osten an die Gemeinde St. Thomas am Blasenstein, im Übrigen an folgende Rechberger Ortschaften: Wansch (Südosten), Kürnstein (Süden) Hiesbach (Südwesten), Spaten (Westen), Rechberg (Norden).
Durch die Ortschaft führt die Rechberger Straße L1426. In der Ortschaft bestehen seit den 2010er-Jahren folgende Straßenbezeichnungen: Aichhornstraße, Bergstraße, Plenkerberg und Windischhof.

## Geschichte
Die Ortsbezeichnung wird auf slawischen Siedler (Wenden) zurückgeführt, die zeitgleich mit bairischen Siedlern zwischen 9. und 12. Jahrhundert das Land zwischen Naarn und Tobrabach erschlossen. Zahlreiche Orts-, Haus- und Flurnamen erinnern in diesem Bereich an den slawischen Ursprung. Zu den Althöfen mit viel Grundbesitz, aus denen später weitere Höfe abgespalten wurden, zählen in der Ortschaft Windischhof der Windischhofer, das Windischgut, der Forsch und der Kraml.
1806 wurden in der Ortschaft 12 Häuser gezählt, 1879 kam ein weiteres Haus dazu.
Als Hausnamen wurden angeführt: Windischhofer, Kraml, Kleinwindischhofer, Großaichornsteiner, Kleinaichornsteiner, Forsch, Windisch, Wagner, Gumpenberger, Kleinforsch, Unterkleinwindischhofer, Forschenhäusl, Bergschneiderhäusl.

## Kultur und Sehenswürdigkeiten
In der Ortschaft befinden sich die Kleinforsch Kapelle, die Wegerer Kapelle, die Windischhofer Kapelle, die Kraml Kapelle, die Gumpen Bildsäule und die Großforsch Pestsäule.